# Augusto Agostini
Augusto Agostini (Perugia, 10 settembre 1895 – 1955) è stato un generale e agronomo italiano.

## Biografia
Figlio dello psichiatra Cesare Agostini, che fu prorettore dell'università di Perugia e senatore del Regno. Da studente universitario, prese parte alla prima guerra mondiale.
Laureato in medicina e chirurgia, fu uno dei fondatori del Fascio di Perugia e nel 1921 era nel Comitato centrale del PNF. Prese parte alla marcia su Roma e con la costituzione della Milizia Volontaria Sicurezza Nazionale fu nominato console generale e comandante della zona Umbria-Marche. Nel 1924 fu incaricato dell'arresto di Amerigo Dumini, l'assassino di Giacomo Matteotti.
Laureatosi anche in scienze agrarie, nel 1926 fu nominato Luogotenente generale e nel gennaio 1928 fu nominato comandante generale della Milizia Forestale. Operò per ampliare e tutelare il patrimonio boschivo del paese.
Appassionato di auto, nel 1933 aveva preso parte alla Mille miglia.
Prese parte alla guerra d'Etiopia al comando della Coorte volontaria forestale e nella primavera del 1936 con la "colonna celere Agostini" (la sua Milizia rinforzata da un battaglione carabinieri e una banda di dubat) ottenne la vittoria nella seconda battaglia dell'Ogaden. Ricevette una medaglia d'argento al valor militare e l'onorificenza di Cavaliere dell'Ordine militare di Savoia.
Nel 1939 divenne Consigliere nazionale della Camera dei Fasci e delle Corporazioni e dal 1942 al 1943 fu segretario dell'Ufficio di presidenza.
Il 5 dicembre 1941 lascia il comando della Milizia Forestale e viene nominato presidente dell'"Ente serico nazionale".

## Pubblicazioni
- Capre e boschi, 1931, Iacelli
- Il problema dei rimboschimenti in Italia, 1933, Libreria del Littorio
- Colonne, 1940, Colombo